# XXX (loạt phim)
XXX (phát âm là Triple X và cách điệu xXx) là một series phim hành động gây cấn của Mỹ dựa trên các nhân vật được tạo ra bởi Rich Wilkes. Series gồm có các phim: xXx (2002) được đạo diễn bởi Rob Cohen, xXx: State of the Union (2005) đạo diễn bởi Lee Tamahori và xXx: Return of Xander Cage (2017) do D. J. Caruso làm đạo diễn.

## Tổng quan phim

### xXx(2002)
Bộ phim được ra mắt vào ngày 9 tháng 8 năm 2002, Vin Diesel trong vai Xander Cage, một vận động viên đam mê thể thao mạo hiểm sau đó trở thành điệp viên cho Cơ quan An ninh Quốc gia Hoa Kỳ được gửi đi làm một nhiệm vụ nguy hiểm, xâm nhập vào một tổ chức khủng bố người Nga tại Trung Âu. xXx còn có sự tham gia của Asia Argento, Samuel L. Jackson, và Marton Csokas. Bộ phim do Rob Cohen làm đạo diễn, người trước đó từng hợp tác với Vin Diesel trong bộ phim The Fast and the Furious.

### xXx: State of the Union(2005)
Bộ phim được ra mắt vào ngày 29 tháng 4 năm 2005, Ice Cube thay thế Vin Diesel trong vai xXx mới, Darius Stone. Bộ phim được đạo diễn bởi Lee Tamahori.

### xXx: Return of Xander Cage(2017)
Bộ phim được ra rạp vào ngày 20 tháng 1 năm 2017. Vin Diesel trở lại với vai diễn Xander Cage và có cuộc chạm trán với chiến binh tinh nhuệ tên là Xiang với nhóm của hắn ta trong cuộc chạy đua để phục hồi một thứ vũ khí đáng sợ và dường như không thể ngăn cản, được gọi là Chiếc hộp Pandora. Trong quá trình chiêu mộ một đội quân siêu đẳng hoàn toàn mới phục vụ cho mục đích trên, Xander thấy mình vướng vào một âm mưu chết người, với sự câu kết của các cấp cao nhất từ Chính phủ các nước trên thế giới. Bộ phim do D. J. Caruso làm đạo diễn.

### Tương lai
Trong một cuộc phỏng vấn với Variety được xuất bản vào tháng 1 năm 2017, Diesel tiết lộ rằng hãng Paramount đã liên lạc với anh về việc trở lại thực hiện bộ phim thứ tư, thậm chí hỏi anh đi xa hơn nữa nếu anh và mọi người trong đoàn phim sẽ có thể quay trở lại làm việc vào tháng 5 tới.

## Phim ngắn

### The Final Chapter: The Death of Xander Cage
Ngoài những cảnh bị cắt và xóa của đạo diễn trong bộ phim đầu tiên, đĩa DVD cũng chứa đựng thêm một video với tiêu đề The Final Chapter: The Death of Xander Cage (tạm dịch là Chương cuối: Cái chết của Xander Cage), một bộ phim ngắn dài 4 phút kể về cái chết vinh quang của nhân vật Xander Cage và thắt mở một số chi tiết cho phần sau.
Trong bộ phim ngắn, Xander được thủ vai bởi Khristian Lupo, diễn viên đóng thế của Vin Diesel trong khi tái sử dụng một số câu nói của Diesel. Leila Arcieri cũng góp mặt với vai diễn Jordan King từ phần phim đầu tiên và John G. Connolly trong vai Trung úy Alabama "Bama" Cobb, một trong những kẻ phản diện trong xXx: State of the Union và là người đứng sau vụ tấn công vào Xander.

## Dàn diễn viên
| Nhân vật                                      | Phim                 | Phim                                               | Phim                           | Phim                              | Phim |
| Nhân vật                                      | xXx (2002)           | xXx Final Chapter: The Death of Xander Cage (2005) | xXx: State of the Union (2005) | xXx: Return of Xander Cage (2017) |      |
| --------------------------------------------- | -------------------- | -------------------------------------------------- | ------------------------------ | --------------------------------- | ---- |
| Xander Cage xXx                               | Vin Diesel           | Khristian Lupo                                     | Chỉ được nhắc đến              | Vin Diesel                        |      |
| Đặc vụ NSA Augustus Eugene Gibbons            | Samuel L. Jackson    |                                                    | Samuel L. Jackson              | Samuel L. Jackson                 |      |
| Darius Stone xXx                              |                      |                                                    | Ice Cube                       | Ice Cube                          |      |
| Toby Lee Shavers                              | Michael Roof         |                                                    | Michael Roof                   |                                   |      |
| Jordan King                                   | Leila Arcieri        | Leila Arcieri                                      |                                |                                   |      |
| Alabama "Bama" Cobb                           |                      | John G. Connolly                                   | John G. Connolly               |                                   |      |
| Yorgi                                         | Martin Csokas        |                                                    |                                |                                   |      |
| Yelena                                        | Asia Argento         |                                                    |                                |                                   |      |
| Milan Sova                                    | Richy Müller         |                                                    |                                |                                   |      |
| Kirill                                        | Werner Daehn         |                                                    |                                |                                   |      |
| Kolya                                         | Petr Jákl            |                                                    |                                |                                   |      |
| Viktor                                        | Jan Pavel Filipensky |                                                    |                                |                                   |      |
| Thượng nghị sĩ bang California Dick Hotchkiss | Tom Everett          |                                                    |                                |                                   |      |
| El Jefe                                       | Danny Trejo          |                                                    |                                |                                   |      |
| Đặc vụ NSA Jim McGrath                        | Thomas Ian Griffth   |                                                    |                                |                                   |      |
| J.J.                                          | Eve                  |                                                    |                                |                                   |      |
| Đặc vụ NSA Roger Donnan                       | William Hope         |                                                    |                                |                                   |      |
| Ivan Pedgrag                                  | Radek Tomecka        |                                                    |                                |                                   |      |
| Ivan Podrov                                   | Martin Hub           |                                                    |                                |                                   |      |
| Tướng George Deckert                          |                      |                                                    | Willem Dafoe                   |                                   |      |
| Đặc vụ NSA Kyle Christopher Steele            |                      |                                                    | Scott Speedman                 |                                   |      |
| Tổng thống Mỹ James Sanford                   |                      |                                                    | Peter Strauss                  |                                   |      |
| Zeke                                          |                      |                                                    | Xzibit                         |                                   |      |
| Charlie Mayweather                            |                      |                                                    | Sunny Mabrey                   |                                   |      |
| Lola Jackson                                  |                      |                                                    | Nona Gaye                      |                                   |      |
| Đặc vụ NSA Meadows                            |                      |                                                    | Ramon De Ocampo                |                                   |      |
| Xiang xXx                                     |                      |                                                    |                                | Chân Tử Đan                       |      |
| Serena Unger                                  |                      |                                                    |                                | Deepika Padukone                  |      |
| Adele Wolff                                   |                      |                                                    |                                | Ruby Rose                         |      |
| Talon                                         |                      |                                                    |                                | Tony Jaa                          |      |
| Becky Clearidge                               |                      |                                                    |                                | Nina Dobrev                       |      |
| Harvard "Nicks" Zhou                          |                      |                                                    |                                | Ngô Diệc Phàm                     |      |
| Tennyson "Torch"                              |                      |                                                    |                                | Rory McCann                       |      |
| Giám đốc CIA Anderson                         |                      |                                                    |                                | Al Sapienza                       |      |
| Đặc vụ CIA Jane Marke                         |                      |                                                    |                                | Toni Collette                     |      |
| Gina Roff                                     |                      |                                                    |                                | Ariadna Gutiérrez                 |      |
| Hawk                                          |                      |                                                    |                                | Michael Bisping                   |      |
| Ainsley                                       |                      |                                                    |                                | Hermione Corfield                 |      |
| Red Erik                                      |                      |                                                    |                                | Andrey Ivchenko                   |      |
| Neymar Jr. xXx                                |                      |                                                    |                                | Neymar                            |      |

## Đoàn làm phim
| Phim                       | Đạo diễn     | Biên kịch        | Sản xuất                                               | Quay phim         | Âm nhạc                     | Biên tập phim                                  |
| -------------------------- | ------------ | ---------------- | ------------------------------------------------------ | ----------------- | --------------------------- | ---------------------------------------------- |
| xXx                        | Rob Cohen    | Rich Wilkes      | Neal H. Moritz                                         | Dean Semler       | Randy Edelman               | Chris Lebenzon Joel Negron Paul Rubell         |
| xXx: State of the Union    | Lee Tamahori | Simon Kinberg    | Neal H. Moritz Anre Schmidt                            | David Tattersall  | Marco Beltrami              | Mark Goldblatt Todd E. Miller Steven Rosenblum |
| xXx: Return of Xander Cage | D. J. Caruso | F. Scott Frazier | Joe Roth Jeff Kirschenbaum Vin Diesel Samantha Vincent | Russell Carpenter | Brian Tyler Robert Lydecker | Jim Page Vince Filippone                       |